# Stenocercus orientalis
Stenocercus orientalis este o specie de șopârle din genul Stenocercus, familia Tropiduridae, descrisă de Thomas H. Fritts în anul 1972. Conform Catalogue of Life specia Stenocercus orientalis nu are subspecii cunoscute.